# Oscar Properties
Oscar Properties var ett svenskt fastighetsbolag med säte i Stockholm. 
Oscar Properties bildades 2004 av Oscar Engelbert och börsnoterades 2014. Oscar Properties affärsidé är att köpa, utveckla och sälja fastigheter i attraktiva lägen i Stockholm och andra storstadsregioner. Till arbetsområdena hör nyproduktion samt ombyggnad av exempelvis tidigare industribyggnader. 2016 förvärvades byggentreprenören Allegro Projekt AB. År 2017 hade Oscar Properties ett 100-tal medarbetare.
I juni 2024 utsågs Richard Bagge till ny verkställande direktör.
19 juli 2024 begärdes bolaget i konkurs av Bostadsrättsföreningen Innovation. Konkursförhandlingar i anledning av det planerades i Stockholms tingsrätt till den 5 augusti 2024. 1 augusti 2024 begärdes bolaget i konkurs av Skatteverket mot bakgrund av en skatteskuld om två miljoner kronor. Dagen därpå ansökte bolaget själva om rekonstruktion i stället för konkurs. 7 augusti 2024 nekade tingsrätten bolagets ansökan om rekonstruktion  9 augusti 2024 nekade hovrätten prövning.
I oktober överlät bolaget alla återstående fastigheter utom en i Hedemora till Gelba AB då man ej kunnat betala räntor på av företaget utställda obligationer.
31 oktober 2024 försattes bolaget i konkurs vid Stockholms tingsrätt. Vid konkursen så hade bolaget 3,8 miljarder i skulder. 20 000 aktieägare får sina investeringar bli värdelösa. 
Under bolagets sista tre år så hade aktien tappat 99% av sitt värde.
I december 2024 begärde Skatteverket Reis Construction, tidigare Oscar Properties Bygg i konkurs. Enligt konkursansökan har bolaget en skuld till staten på 26,6 miljoner kronor.  Vid konkursbouppteckningen har det visat sig att man var skyldig sitt bygge 79&Park 89 miljoner kronor.

## Tvister
Oscar Properties har varit föremål för ett flertal medialt uppmärksammade tvister. Efter att Stockholms kommun dragit sig ur avtalet med Oscar Properties gällande bygget av projektet Gasklockan i Norra Djurgårdsstaden stämde Oscar Properties kommunen för avtalsbrott och krävde cirka 484 miljoner kronor i skadestånd. Oscar Properties förlorade målet i Stockholms tingsrätt och valde sedan att inte överklaga domen. Norska OBOS övertog sedermera byggandet av projektet Gasklockan.
Oscar Properties träffade ett förlikningsavtal med bostadsrättsföreningen Innovationen, som äger ett av Norra Tornen, innebärande att Oscar Properties skulle ersätta föreningen med ca 33 miljoner kronor för olika byggrelaterade fel som föreningen självt tvingats att åtgärda. Föreningen har vid flera tillfällen begärt att Oscar Properties ska försättas i konkurs med hänvisning till att bolaget inte uppfyllt villkoren i förlikningsavtalet.
En av Oscar Properties kontrollerad bostadsrättsförening vann en tvist mot en köpare som ville dra sig ur ett förhandsavtal gällande en lägenhet där tillträdesdatumet försenats i två månader.
En boende i en bostadsrättsförening, i ett projekt som Oscar Properties ursprungligen uppfört, vann med hjälp av sitt juridiska ombud Johan Stanler en flera år lång tvist i Mark- och miljööverdomstolen (MÖD) gällande ett bygglov som avsåg en planerad påbyggnad ovanpå bostadsrättsföreningens tak. MÖD upphävde bygglovet gällande påbyggnaden och Johan Stanler uttalade i Svenska Dagbladet att man normalt inte kan bygga utan bygglov.

## Projekt i urval
- Norra tornen i Vasastaden i Stockholm
- Bageriet på Kvarnholmen i Nacka
- No.4 i Nacka Strand i Nacka
- 79&Park, på Gärdet i Stockholm
- Gasklockan i Norra Djurgårdsstaden i Stockholm (ej genomfört projekt. Övertaget av norska OBOS)
- Kvarteret Primus på Lilla Essingen (ej genomfört projekt. Övertaget av PEAB)